# Aranuka
Aranuka – atol koralowy położony w zachodnio – środkowej części Oceanu Spokojnego, wchodzący w skład Wysp Gilberta, należący do Kiribati. Atol posiada otwartą lagunę. Liczba ludności wynosi 1 121 mieszkańców.

## Transport
Na atolu znajduje się Port lotniczy Aranuka.